# A Doctor Who-sorozat történetei alapján készült könyvek listája
Az alábbi lista a Ki vagy, doki? (angolul Doctor Who) brit tévéfilmsorozat és spin-off sorozatai alapján készült könyveket sorolja fel.

## Ki vagy, doki?
A könyvsorozatot 1973 óta adják ki, a  könyvek többségét Terrance Dicks írta. 1981 után végleg elhagyták a könyvcímekből a „Ki vagy, doki és a ...” (Doctor Who and the...) részt.
A listán így szerepelnek a címek (a szám után):
- az epizód eredeti sorszáma,
- a könyv címe,
- zárójelben a főszereplő neve (A Doktor sorszáma vagy egy másik szereplőnek a neve),
- az író neve, végül
- második zárójelben a kiadási dátum.

### Könyvek listája
1. 38. Doctor Who and the Abominable Snowmen (2. Doktor) írta Terrance Dicks (1974. november 21.)
2. 83. Doctor Who and the Android Invasion (4. Doktor) írta Terrance Dicks (1974. november 16.)
3. 101. Doctor Who and the Androids of Tara (4. Doktor) írta Terrance Dicks (1980. április 24.)
4. 76. Doctor Who and the Ark in Space (4. Doktor) írta Ian Marter (1977. május 10.)
5. 103. Doctor Who and the Armageddon Factor (4. Doktor) írta Terrance Dicks (1980. június 26.)
6. 51. Doctor Who and the Auton Invasion (3. Doktor) írta Terrance Dicks (1974. január 17.)
7. 84. Doctor Who and the Brain of Morbius (4. Doktor) írta Terrance Dicks (1977. június 23.)
8. 66. Doctor Who and the Carnival of Monsters (3. Doktor) írta Terrance Dicks (1977. január 20.)
9. 52. Doctor Who and the Cave Monsters (3. Doktor) írta Malcolm Hulke (1974. január 17.)
10. 57. Doctor Who and the Claws of Axos (3. Doktor) írta Terrance Dicks (1977. április 21.)
11. 106. Doctor Who and the Creature from the Pit (4. Doktor) írta David Fisher (1981. január 15.)
12. 14. Doctor Who and the Crusaders (1. Doktor) írta David Whitaker (1973. május 2.)
13. 61. Doctor Who and the Curse of Peladon (3. Doktor) írta Brian Hayles (1975 január)
14. 33. Doctor Who and the Cybermen (2. Doktor) írta Gerry Davis (1975. február 20.)
15. 59. Doctor Who and the Dæmons (3. Doktor) írta Barry Letts (1974. október 17.)
16. 2. Doctor Who and the Daleks (1. Doktor) írta Terrance Dicks (1973. május 2.)
17. 10. Doctor Who and the Dalek Invasion of Earth (1. Doktor) írta Malcolm Hulke (1977. március 24.)
18. 60. Doctor Who and the Day of the Daleks (3. Doktor) írta Malcolm Hulke (1974 április)
19. 88. Doctor Who and the Deadly Assassin (4. Doktor) írta Ian Marter (1977. október 20.)
20. 72. Death to the Daleks (3. Doktor) írta Terrance Dicks (1978. július 20.)
21. 104. Doctor Who and the Destiny of the Daleks (4. Doktor) írta Terrance Dicks (1979. november 20.)
22. 71. Doctor Who and the Dinosaur Invasion (3. Doktor) írta Malcolm Hulke (1976. február 19.)
23. 58. Doctor Who and the Doomsday Weapon (3. Doktor) írta Malcolm Hulke (1974 április)
24. 40. Doctor Who and the Enemy of the World (2. Doktor) írta Ian Marter(1981. április 17.)
25. 89. Doctor Who and the Face of Evil (4. Doktor) írta Terrance Dicks (1978. január 19.)
26. 111. Full Circle (4. Doktor) írta Andrew Smith (1982. szeptember 16.)
27. 78. Doctor Who and the Genesis of the Daleks (4. Doktor) írta Terrance Dicks (1976. július 22.)
28. 75. Doctor Who and the Giant Robot (4. Doktor) írta Terrance Dicks (1975. március 13.)
29. 69. Doctor Who and the Green Death (3. Doktor) írta Malcolm Hulke (1975. augusztus 21.)
30. 87. Doctor Who and the Hand of Fear (4. Doktor) írta Terrance Dicks (1979. január 18.)
31. 107. Doctor Who and the Horns of Nimon (4. Doktor) írta Terrance Dicks (1980. október 16)
32. 92. Doctor Who and the Horror of Fang Rock (4. Doktor) írta Terrance Dicks (1978. március 30.)
33. 39. Doctor Who and the Ice Warriors (2. Doktor) írta Brian Hayles (1976. március 18.)
34. 94. Doctor Who and the Image of the Fendahl (4. Doktor) írta Terrance Dicks (1979. július 26.)
35. 97. Doctor Who and the Invasion of Time (4. Doktor) írta Terrance Dicks (1980. február 21.)
36. 93. Doctor Who and the Invisible Enemy (4. Doktor) írta Terrance Dicks (1979. március 29.)
37. 114. Doctor Who and the Keeper of Traken (4. Doktor) írta Terrance Dicks (1982. május 20.)
38. 5. Doctor Who and the Keys of Marinus (1. Doktor) írta Philip Hinchcliffe (1980. augusztus 21.)
39. 109. Doctor Who and the Leisure Hive (4. Doktor) írta David Fisher (1982. július 22.)
40. 80. Doctor Who and the Loch Ness Monster (4. Doktor) írta Terrance Dicks (1976. január 15.)
41. 115. Logopolis (4. Doktor) írta Christopher H. Bidmead (1982. október 21.)
42. 86. Doctor Who and the Masque of Mandragora (4. Doktor) írta Philip Hinchcliffe (1977. december 8.)
43. 73. Doctor Who and the Monster of Peladon (3. Doktor) írta Terrance Dicks (1980. december 4.)
44. 63. Doctor Who and the Mutants (3. Doktor) írta Terrance Dicks (1977. szeptember 29.)
45. 104. Doctor Who and the Nightmare of Eden (4. Doktor) írta Terrance Dicks (1980. augusztus 21.)
46. 68. Doctor Who and the Planet of the Daleks (3. Doktor) írta Terrance Dicks (1976. október 21.)
47. 81. Doctor Who and the Planet of Evil (4. Doktor) írta Terrance Dicks (1977. augusztus 18.)
48. 74. Doctor Who and the Planet of the Spiders (3. Doktor) írta Terrance Dicks (1975. október 16.)
49. 102. Doctor Who and the Power of Kroll (4. Doktor) írta Terrance Dicks (1980. május 26.)
50. 82. Doctor Who and the Pyramids of Mars (4. Doktor) írta Terrance Dicks (1976. december 16.)
51. 79. Doctor Who and the Revenge of the Cybermen (4. Doktor) írta Terrance Dicks (1976. május 20.)
52. 98. Doctor Who and the Ribos Operation (4. Doktor) írta Ian Marter (1979. december 11.)
53. 90. Doctor Who and the Robots of Death (4. Doktor) írta Terrance Dicks (1979. május 24.)
54. 62. Doctor Who and the Sea-Devils (3. Doktor) írta Malcolm Hulke (1974. október 17.)
55. 85. Doctor Who and the Seeds of Doom (4. Doktor) írta Philip Hinchcliffe (1977. február 17.)
56. 77. Doctor Who and the Sontaran Experiment (4. Doktor) írta Ian Marter (1978. december 7.)
57. 67. Doctor Who and the Space War (3. Doktor) írta Malcolm Hulke (1976. szeptember 23.)
58. 112. Doctor Who and the State of Decay (4. Doktor) írta Terrance Dicks (1982. január 14.)
59. 100. Doctor Who and the Stones of Blood (4. Doktor) írta Terrance Dicks (1980. március 20.)
60. 95. Doctor Who and the Sunmakers (4. Doktor) írta Terrance Dicks (1982. november 18.)
61. 91. Doctor Who and the Talons of Weng-Chiang (4. Doktor) írta Terrance Dicks (1977. november 15.)
62. 50. Doctor Who and the Tenth Planet (2. Doktor) írta Gerry Davis (1976. február 19.)
63. 55. Doctor Who and the Terror of the Autons (3. Doktor) írta Terrance Dicks (1975. május 15.)
64. 65. The Three Doctors (3. Doktor) írta Terrance Dicks (1975. november 20.)
65. 70. Doctor Who and the Time Warrior (3. Doktor) írta Terrance Dicks és Robert Holmes(1978. június 29.)
66. 37. Doctor Who and the Tomb of the Cybermen (2. Doktor) írta Gerry Davis (1978. május 18.)
67. 96. Doctor Who and the Underworld (4. Doktor) írta Terrance Dicks (1980. január 24.)
68. 1. Doctor Who and An Unearthly Child (1. Doktor) írta Terrance Dicks (1981. október 15.)
69. 119. Doctor Who and the Visitation (5. Doktor) írta Eric Saward (1982. augusztus 19.)
70. 50. Doctor Who and the War Games (2. Doktor) írta Malcolm Hulke (1979. szeptember 25.)
71. 113. Doctor Who and Warriors' Gate (4. Doktor) írta Stephen Gallagher (John Lydecker néven) (1982. április 15.)
72. 41. Doctor Who and the Web of Fear (2. Doktor) írta Terrance Dicks (1976. augusztus 19.)
73. 13. Doctor Who and the Zarbi (1. Doktor) írta Bill Strutton (1973. május 2.)
74. 122. Time-Flight (5. Doktor) írta Peter Grimwade (1983. április 15.)
75. 110. Meglos (4. Doktor) írta Terrance Dicks (1983. május 5.)
76. 116. Castrovalva (5. Doktor) írta Christopher H. Bidmead (1983. június 16.)
77. 117. Four to Doomsday (5. Doktor) írta Terrance Dicks (1983. július 21.)
78. 121. Earthshock (5. Doktor) írta Ian Marter (1983. augusztus 18.)
79. 126. Terminus (5. Doktor) írta Stephen Gallagher (John Lydecker néven) (1983. szeptember 15.)
80. 123. Arc of Infinity (5. Doktor) írta Terrance Dicks (1983. október 20.)
81. 129. The Five Doctors (5. Doktor) írta Terrance Dicks (1983. november 24.)24 November 1983
82. 118. Mawdryn Undead (5. Doktor) írta Peter Grimwade (1984. január 12.)
83. 125. Kinda (5. Doktor) írta Terrance Dicks (1984. március 15.)
84. 124. Snakedance (5. Doktor) írta Terrance Dicks (1984. május 3.)
85. 127. Enlightenment (5. Doktor) írta Barbara Clegg (1984. május 24.)
86. 44. The Dominators (2. Doktor) írta Ian Marter (1984. július 19.)
87. 130. Warriors of the Deep (5. Doktor) írta Terrance Dicks (1984. augusztus 16.)
88. 6. The Aztecs (1. Doktor) írta John Lucarotti (1984. szeptember 20.)
89. 54. Inferno (3. Doktor) írta Terrance Dicks (1984. október 18.)
90. 31. The Highlanders (2. Doktor) írta Gerry Davis (1984. november 15.)
91. 132. Frontios (5. Doktor) írta Christopher H. Bidmead (1984. december 10.)
92. 135. The Caves of Androzani (5. Doktor) írta Terrance Dicks (1985. március 14.)
93. 134. Planet of Fire (5. Doktor) írta Peter Grimwade (1985. február 14.)
94. 4. Marco Polo (1. Doktor) írta John Lucarotti (1985. április 11.)
95. 131. The Awakening (5. Doktor) írta Eric Pringle (1985. június 13.)
96. 56. The Mind of Evil (3. Doktor) írta Terrance Dicks (1985. július 11.)
97. 20. The Myth Makers (1. Doktor) írta Donald Cotton (1985. szeptember 12.)
98. 46. The Invasion (2. Doktor) írta Ian Marter (1985. október 10.)
99. 47. The Krotons (2. Doktor) írta Terrance Dicks (1985. november 14.)
100. 140. The Two Doctors (6. és 2. Doktor) írta Robert Holmes (1985. december 5.)
101. 25. The Gunfighters (1. Doktor) írta Donald Cotton (1986. január 9.)
102. 64. The Time Monster (3. Doktor) írta Terrance Dicks (1986. február 13.)
103. 136. The Twin Dilemma (6. Doktor) írta Eric Saward (1986. március 13.)
104. 18. Galaxy Four (1. Doktor) írta William Emms (1986. április 10.)
105. 141. Timelash (6. Doktor) írta Glen McCoy (1986. május 15.)
106. 138. Vengeance on Varos (6. Doktor) írta Philip Martin (1988. június 16.)
107. 139. The Mark of the Rani (6. Doktor) írta "Pip" és Jane Baker (1986. június 12.)
108. 128. The King's Demons (5. Doktor) írta Terence Dudley (1986. július 10.)
109. 26. The Savages (1. Doktor) írta Ian Stuart Black (1986. szeptember 11.)
110. 42. Fury from the Deep (2. Doktor) írta Victor Pemberton (1986. október 16.)
111. 24. The Celestial Toymaker (1. Doktor) írta Gerry Davis és Alison Bingeman (1986. november 20.)
112. 48. The Seeds of Death (2. Doktor) írta Terrance Dicks (1986. december 4.)
113. 120.Black Orchid (5. Doktor) írta Terence Dudley (1987. február 19.)
114. 23. The Ark (1. Doktor) írta Paul Erickson (1987. március 19.)
115. 45. The Mind Robber (2. Doktor) írta Peter Ling (1987. április 16.)
116. 35. The Faceless Ones (2. Doktor) írta Terrance Dicks (1987. május 21.)
117. 15. The Space Museum (1. Doktor) írta Glyn Jones (1987. június 18.)
118. 7. The Sensorites (1. Doktor) írta Nigel Robinson (1987. július 16.)
119. 8. The Reign of Terror (1. Doktor) írta Ian Marter (1987. augusztus 20.)
120. 12. The Romans (1. Doktor) írta Donald Cotton (1987. szeptember 19.)
121. 53. The Ambassadors of Death (3. Doktor) írta Terrance Dicks (1987. október 1.)
122. 22. The Massacre (1. Doktor) írta John Lucarotti (1987. november 19.)
123. 34. The Macra Terror (2. Doktor) írta Ian Stuart Black (1987. december 10.)
124. 11. The Rescue (1. Doktor) írta Ian Marter (1988. január 21.)
125. 145. Terror of the Vervoids (6. Doktor) írta Pip és Jane Baker (1988. február 18.)
126. 17. The Time Meddler (1. Doktor) írta Nigel Robinson (1988. március)
127. 143. The Mysterious Planet (6. Doktor) írta Terrance Dicks (1988. április 21.)
128. 147. Time and the Rani (7. Doktor) írta Pip és Jane Baker (1988. május 5.)
129. 32. The Underwater Menace (2. Doktor) írta Nigel Robinson (1988. július 21.)
130. 43. The Wheel in Space (2. Doktor) írta Terrance Dicks (1988. augusztus 18.)
131. 146. The Ultimate Foe (6. Doktor) írta Pip és Jane Baker (1988. szeptember 15.)
132. 3. The Edge of Destruction (1. Doktor) írta Nigel Robinson (1988. október 20.)
133. 28. The Smugglers (1. Doktor) írta Terrance Dicks (1988. november 17.)
134. 148. Paradise Towers (7. Doktor) írta Stephen Wyatt (1988. december 1.)
135. 149. Delta and the Bannermen (7. Doktor) írta Malcolm Kohll (1989. január 19.)
136. 27. The War Machines (1. Doktor) írta Ian Stuart Black (1989. február 16.)
137. 150. Dragonfire (7. Doktor) írta Ian Briggs (1989. március 16.)
138. 137. Attack of the Cybermen (6. Doktor) írta Eric Saward (1989. április 20.)
139. 144. Mindwarp (6. Doktor) írta Philip Martin (1989. június 15.)
140. 16. The Chase (1. Doktor) írta John Peel (1989. július 20.)
141. 21. The Daleks’ Master Plan Part I: Mission to the Unknown (1. Doktor) írta John Peel (1989. szeptember 21.)
142. 21. The Daleks’ Master Plan Part II: The Mutation of Time (1. Doktor) írta John Peel (1989. október 19.)
143. 153.Silver Nemesis (7. Doktor) írta Kevin Clarke (1989. november 16.)
144. 154. The Greatest Show in the Galaxy (7. Doktor) írta Stephen Wyatt (1989. december 21.)
145. 9. Planet of Giants (3. Doktor) írta Terrance Dicks(1990. január 18.)
146. 152. The Happiness Patrol (7. Doktor) írta Graeme Curry (1990. február 15.)
147. 49. The Space Pirates (2. Doktor) írta Terrance Dicks (1990. március 15.)
148. 151. Remembrance of the Daleks (7. Doktor) írta Ben Aaronovitch (1990. június 21.)
149. 156. Ghost Light (7. Doktor) írta Marc Platt (1990. szeptember 20.)
150. 158. Survival (7. Doktor) írta Rona Munro (1990. október 18.)
151. 157. The Curse of Fenric (7. Doktor) írta Ian Briggs (1990. november 15.)
152. 155. Battlefield (7. Doktor) írta Marc Platt (1991. július 18.)
153. The Pescatons (4. Doktor) írta Victor Pemberton (1991 szeptember 15.)
154. 30. The Power of the Daleks (2. Doktor) írta John Peel (1993. július)
155. 36. The Evil of the Daleks (2. Doktor) írta John Peel (1993 augusztus)
156. The Paradise of Death (3. Doktor) írta Barry Letts (1994 április)

Négy könyvnek nem adták ki a könyvváltozatát. Ebből kettőnek azért, mert írásában részt vett Douglas Adams, másik kettő pedig olyan Dalek-rész volt, amit az 1980-as évek közepén készítettek (akkoriban John Nathan-Turner volt a sorozat producere).
Kiadhatatlan könyvek:
- The Pirate Planet
- City of Death
- Resurrection of the Daleks
- Revelation of the Daleks

### AFrederick Muller Ltd.könyvkiadó könyvsorozata
A Target könyvkiadó előtt kiadta a Frederick Muller nevű könyvkiadó három könyvet is kiadott, amiben az első Doktor a főszereplő:
- Doctor Who in an Exciting Adventure with the Daleks (szabad magyar fordításban: Doctor Who egy izgalmas kalandban a Dalekokkal) írta David Whitaker (1964. november 12.)
- Doctor Who and the Zarbi írta Bill Strutton (1965. szeptember 16.)
- Doctor Who and the Crusaders írta David Whitaker (1965)

### Dupla kiadások
1989 és '89 között újra kiadták a korábbi részeket úgy, hogy két korábbi részt, egy könyvben adtak ki.
Könyvek:
- The Dalek Invasion of Earth/The Crusade
- The Gunfighters/The Myth Makers
- The Dominators/The Krotons
- The Mind of Evil/The Claws of Axos
- The Dæmons/The Time Monster
- The Seeds of Doom/The Deadly Assassin
- The Face of Evil/The Sun Makers

### Megszámozatlanok
- Turlough and the Earthlink Dilemma (Vislor Turlough) írta Tony Attwood (1986. május 15.)
- Slipback (6. Doktor) írta Eric Saward (1986. augusztus 21.)
- Harry Sullivan's War (Harry Sullivan) írta Ian Marter (1986. október 16.)
- K-9 and Company (Sarah Jane Smith és K9) írta Terence Dudley (1987. október)
- The Nightmare Fair (6. Doktor) írta Graham Williams (1989. május 18.)
- The Ultimate Evil (6. Doktor) írta Wally K. Daly (1989. augusztus 17.)
- Mission to Magnus (6. Doktor) írta Philip Martin (1990. július 19.)

### További könyvváltozatok
- State of Decay: a nem hivatalos könyvsorozat része. Írta Terrance Dicks. 1981 júniusában adta ki a Pickwick könyvkiadó.
- Doctor Who and Shada (I. verzió): befejezetlenségének tekintetével nem került adásba. Írta Paul Scoones. 1989 márciusában adta ki a TSV könyvkiadó (illegálisan).
- Doctor Who and the Pirate Planet: Douglas Adams nem engedélyezése miatt nem adhatta ki a Target könyvkiadó. Írta David Bishop. 1990 szeptemberében adta ki a TSV könyvkiadó (illegálisan).
- Revelation of the Daleks: nem adhatta ki a Target könyvkiadó, mert nem tudtak egyetérteni a történet íróival. Írta Jon Preddle. 1992 júliusában adta ki a TSV könyvkiadó (illegálisan).
- Doctor Who and the City of Death: Douglas Adams nem engedélyezése miatt nem adhatta ki a Target könyvkiadó. Írta David Lawrence. 1992 novemberében adta ki a TSV könyvkiadó (illegálisan).
- The Ghosts of N-Space: egy 3. Doktoros rádiójáték feldolgozása. Írta Barry Letts. 1995 februárjában adta ki a Virgin Books.
- Shakedown: egy videófilm alapján, amiben szerepel egy szontár is. Írta Terrance Dicks. 1995 decemberében adta ki a Virgin könyvkiadó.
- Downtime: egy másik videófilm alapján, amiben szerepel a Nagyhatalmú Létforma is. Írta Marc Platt. 1996 januárjában adta ki a Virgin könyvkiadó.
- Doctor Who: The Novel of the Film: a '96-os tévéfilm alapján. Írta Gary Russell. 1996 májusában adta ki a BBC Books.
- Resurrection of the Daleks: nem adhatta ki a Target könyvkiadó, mert nem tudtak egyetérteni a történet íróival. Írta Paul Scoones. 2000 januárjában adta ki a TSV könyvkiadó (illegálisan).
- Scream of the Shalka: a 2003-as webcast alapján. Írta Paul Cornell. 2004 februárjában adta ki a BBC Books.
- The Stones of Blood: átdolgozott kiadás az audióbookhoz. Írta David Fisher. 2011. május 5-én adta ki a BBC Audio.
- Doctor Who and Shada (II. verzió): átdolgozott kiadás. Írta Gareth Roberts. 2012. március 25-én adta ki a BBC Books.
- The Androids of Tara: átdolgozott kiadás az audióbookhoz. Írta David Fisher. 2012. július 5-én adta ki az AudioGo.
- An Unearthly Child: átdolgozott kiadás az audióbookhoz. Írta Nigel Robinson. Idén fogja kiadni az AudioGo.

## Sarah Jane kalandjai
1. A Vész invázió' Írta Terrance Dicks (2007. november 1.)
2. A szlitének bosszúja Írta Rupert Laight (2007. november 1.)
3. A gorgó szeme Írta Phil Ford (2007. november 1.)
4. Kudlak harcosai Írta Gary Russell (2007. november 1.)
5. Mi történt Sarah Jane-nel? Írta Rupert Laight (2008. november 3.)
6. Az elveszett fiú Írta Gary Russell (2008. november 3.)
7. Az utolsó Szontári Írta Phil Ford (2008. november)
8. A bohóc napja Írta Phil Ford (2009. november 5.)
9. Sarah Jane Smith esküvője Írta Gareth Roberts (2009. november 5.)

- A rémember Írta Joeseph Lidster (2010. november 25.)
- A Doktor halála Írta Gary Russell (2010. november 25.)

## Könyvek filmváltozatai
Általában Ki vagy, doki?-s történeteket dolgoznak fel könyvekben, de fordítva is előfordul a dolog, azaz könyvek/novellák inspirálnak epizódokat:
- Human Nature eredeti 7. Doktoros regény volt. Írta Paul Cornell. A sorozatban a két részben (Emberbőrben/A Vércsalád) dolgozták fel a 10. Doktor idején.
- What I Did on My Christmas Holidays by Sally Sparrow (szabad magyar fordításban: Mit csinálhatott karácsonykor az én Sally Sparrowom) eredetileg a Doctor Who 2006-os évkönyvében jelent meg. Ezt Steven Moffat dolgozta fel a Pislantás nevű részben dolgozta fel.
- Gareth Roberts a Doctor Who magazin 2006-os képregény történetei alapján feldolgozták az új sorozat ötödik évadjának Az albérlő című részében.

## Fordítás
- Ez a szócikk részben vagy egészben  a   List_of_Doctor_Who_novelisations című angol Wikipédia-szócikk fordításán alapul.  Az eredeti cikk szerkesztőit annak laptörténete sorolja fel. Ez a jelzés csupán a megfogalmazás eredetét és a szerzői jogokat jelzi, nem szolgál a cikkben szereplő információk forrásmegjelöléseként.